# Maicou Douglas Syndrome
Maicou Douglas Syndrome é o segundo álbum de estúdio da banda brasileira Comunidade Nin-Jitsu.

## Faixas
| N.º | Título                | Duração |  |
| 1.  | "Cowboy"              | 3:11    |  |
| 2.  | "Ah! Eu Tô Sem Erva"  | 2:55    |  |
| 3.  | "Patife"              | 3:04    |  |
| 4.  | "Não Agüento Mais"    | 3:19    |  |
| 5.  | "Amazônia x Colômbia" | 4:11    |  |
| 6.  | "Chutá o Balde"       | 4:11    |  |
| 7.  | "Arrastão do Amor"    | 3:36    |  |
| 8.  | "M D Syndrome"        | 0:45    |  |
| 9.  | "Ejaculação Precoce"  | 3:23    |  |
| 10. | "Fazê a Cabeça"       | 3:43    |  |
| 11. | "Primo Morango"       | 3:27    |  |
| 12. | "Guri de Dois"        | 3:08    |  |

## Créditos
- Mano Changes - Vocal
- Fredi Endres - Guitarra
- Nando Endres - Baixo
- Pancho da Cara - Bateria
- Sid Poffo - Teclado
- Dudu Marote - Produtor